# إدوارد كلارك سميث
إدوارد كلارك سميث (بالإنجليزية: Edward Clarke Smith)‏ هو سياسي أمريكي، ولد في 24 أكتوبر 1864 في مانشستر في الولايات المتحدة، وتوفي بنفس المكان في 25 أغسطس 1924. حزبياً، نشط في الحزب الجمهوري.